# Szentkeresztbánya
Szentkeresztbánya Szentegyháza településrésze Romániában, Hargita megyében. 1968 előtt önálló település.

## Bányászata, ipara
Hajdani vaskohászata és vasöntődéje messze földön híres volt. Ugyanakkor szerhámorárugyár is működött. A Lövétebányán kitermelt vaskövet dolgozták fel az 1980-as évekig, amikor a készletek kimerültek.

## Ismert emberek
- Itt született 1951. november 12-én Varga Béla mérnök, műszaki szakíró, egyetemi tanár.
- Itt született 1955. június 1-én Zsigmond Emese a magyar nyelv- és irodalom tanára, lapszerkesztő.